# Doga Kobo
Doga Kobo, Inc. (株式会社動画工房, Kabushiki-gaisha Dōga Kōbō, lit. "Estúdio de Vídeo") é um estúdio de animação japonês fundado pelos ex-membros da Toei Animation Hideo Furusawa e Megumu Ishiguro, localizado em Nerima, Tóquio, Japão.
O estúdio foi fundado em 11 de julho de 1973 e esteve envolvido na produção de um grande número de animes ao longo dos anos, como Shin Koihime Musō e YuruYuri. A maioria de seus trabalhos tem sido de alguma forma associada a moe ou yuri. 
Doga Kobo também é conhecido por programas românticos mais tradicionais, como Gekkan Shōjo Nozaki-kun, Plastic Memories e Tada Never Falls in Love e por séries de comédia como Gabriel DropOut e Himouto! Umaru-chan.

## Histórico
O estúdio foi fundado em 11 de julho de 1973, inicialmente como uma sociedade anônima. O primeiro presidente foi Iku Ishiguro, um animador e diretor juntamente com Hideo Furusawa, um artista de mangá e animador que estava ativo antes da guerra.  Furusawa era um animador veterano e tornou-se independente quando a Toei Animation iniciou a animação para TV, e atuou em produções como Nichido Shin Pro e F Pro que ele mesmo estabeleceu. 
Na década de 1980, ficou encarregado de desenhar Nausicaä do Vale do Vento, e na década de 1990, ficou encarregado de desenhar Pokémon. Desde os anos 2000, o estúdio produziu não apenas subcontratados com outras empresas, mas também seus próprios trabalhos originais.
Em 11 de julho de 2006, quando o registro foi alterado para sociedade anônima, a TYO adquiriu 70% das ações emitidas e passou a integrar o grupo da empresa juntamente com Hal Film Maker e Yumeta Company. No mesmo ano, Ryu Ishiguro foi nomeado diretor representante. 
Em 23 de abril de 2009, por desacordo com a política de gestão, todas as ações da Doga Kobo detidas pela TYO foram transferidas para o CEO Ishiguro Ryu e retiradas do Grupo TYO.
Em abril de 2020, o departamento de desenho ao qual o animador pertence foi desmembrado como departamento de desenho da Doga Kobo Co., Ltd. com o objetivo de melhorar o tratamento do animador.
Do final de abril a junho de 2020, o "Doga Kobo Spring Anime Festival", uma coleção de episódios de trabalhos relacionados à empresa, foi transmitido no canal de TV TOKYO MX e outras mídias.

## Trabalhos
Esta é uma lista dos principais trabalhos desenvolvidos pelo estúdio, conforme o portfólio da empresa.

### 2021
- My Senpai Is Annoying
- Selection Project
- Osamake: Romcom Where The Childhood Friend Won't Lose

### 2020
- Ikebukuro West Gate Park
- Sleepy Princess in the Demon Castle
- Diary of Our Days at the Breakwater
- Sing "Yesterday" for Me
- Asteroid in Love

### 2019
- How Heavy Are the Dumbbells You Lift?
- The Helpful Fox Senko-san
- Watashi ni Tenshi ga Maiorita!

### 2018
- Anima Yell!
- Uchi no Maid ga Uzasugiru!
- Tada Never Falls in Love
- Touken Ranbu: Hanamaru

### 2017
- Himouto! Umaru-chan.[9]
- New Game!
- Gabriel DropOut[8]

### 2016
- Touken Ranbu: Hanamaru
- PaRappa the Rapper
- Three Leaves, Three Colors
- Luck & Logic

### 2015
- Aria the Scarlet Ammo
- Himouto! Umaru-chan.[9]
- Gun Valley Club NEXT!
- Mikagura Gakuen Kumikyoku
- Plastic Memories[6] Referências

1. ↑  «Profile». Doga Kobo (em japonês). Consultado em 30 de janeiro de 2022
2. ↑  «History». Doga Kobo (em japonês). Consultado em 30 de janeiro de 2022
3. 1 2  «Equipe de elenco». Marv (em japonês). Consultado em 30 de janeiro de 2022
4. ↑  «Equipe de elenco». YuriYuri (em japonês). Consultado em 30 de janeiro de 2022
5. ↑  «Equipe de elenco». Tv Tokyo (em japonês). Consultado em 30 de janeiro de 2022
6. 1 2  «Equipe de elenco». Plastic Memories (em japonês). Consultado em 30 de janeiro de 2022
7. ↑  «Equipe de elenco». Tadakoi (em japonês). Consultado em 30 de janeiro de 2022
8. 1 2  «Equipe de elenco». Gabdro (em japonês). Consultado em 30 de janeiro de 2022
9. 1 2 3  «Equipe de elenco». Umaru (em japonês). Consultado em 30 de janeiro de 2022
10. 1 2  «作品情報｜株式会社動画工房». www.dogakobo.com. Consultado em 30 de janeiro de 2022
11. ↑  «Aviso sobre a Transferência (Transferência) da Subsidiária» (PDF). TYO. 23 de abril de 2009. Consultado em 30 de janeiro de 2022
12. ↑  «(株)動画工房作画部のインターンシップ・会社概要 | マイナビ2022». job.mynavi.jp (em japonês). Consultado em 30 de janeiro de 2022
13. ↑  «"Doga Kobo Spring Anime Festival" | Anime Anime Global» (em inglês). 24 de abril de 2020. Consultado em 3 de fevereiro de 2022